# Nikaja (kolonia Kyme)
Nikaja – kolonia Kyme na północno-zachodnim wybrzeżu Morza Śródziemnego. 